# Crying Rivers

Crying Rivers är en låt skriven av Jörgen Elofsson och Liz Rodrigues, framförd av Faith Kakembo.
Låten tävlade med startnummer sex i den tredje deltävlingen av Melodifestivalen 2020 i Luleå, där den dock inte kvalificerade sig utan slutade på en femte plats.